# シアノバクテリオクロム
シアノバクテリオクロム (cyanobacteriochrome) とは、シアノバクテリアが持つ独自のフィトクロム様光受容タンパク質である。

## 分光特性
一般的にフィトクロムは、650–670nmの赤色光吸収型と710–740nmの遠赤色光吸収型の間を、可逆的に光変換する。フィトクロムは、フィトクロモビリンと呼ばれる開環テトラピロールを結合し、光変換の際に開環テトラピロールの二重結合の異性化反応が報告されている。
近年、フィトクロムとは異なる開環テトラピロール結合ドメインを持つ光受容タンパク質の一群がシアノバクテリアから発見され、「シアノバクテリオクロム」と呼ばれている。これまでに、シアノバクテリオクロムは、430nm付近の青色光吸収型と530nm付近の緑色光吸収型、または、530nm付近の緑色光吸収型と660nm付近の赤色光吸収型の間で光変換するものが見つかっている。このように、シアノバクテリオクロムはフィトクロムよりもかなり短波長領域の光を受容するが、その分子機構の詳細はまだ解明されていない。

## 生理的な役割
これまでに、いくつかのシアノバクテリオクロムが、フィコビリソームとよばれる集光装置の発現制御や、走光性に関わることが報告されている。